# 平山三男
平山 三男（ひらやま みつお、1947年5月5日 - ）は、日本の国文学者、1990年代の予備校有名教師、小説家。専門は川端康成研究。

## 履歴
疎開先の栃木県東那須で生まれ、東京都豊島区で育つ。1971年学習院大学文学部国文学科卒業、1973年同大学院人文科学研究科国文学専攻修士課程修了。修了後、立川女子高等学校国語科教諭。1978年12月、山岳部顧問として海外遠征に参加し、ヒマラヤ山脈ゴーキョピーク女子高生パーティ世界初登頂を果たす。
1983年同高校を退職。以後は研究者、大学講師、予備校教師として活動。東進ハイスクール、早稲田ゼミナール、一橋学院などに勤める。早稲田ゼミナール現代文・小論文特進コースの歴代有名講師として挙げられ、東進ハイスクールではテキストの出版と全校舎を対象にした衛星授業「サテライブ」を行う。
2005年、川端康成と東山魁夷の往復書簡新発見をもとに『川端康成と東山魁夷』を刊行。「川端康成と東山魁夷――響きあう美の世界―」展の監修を行う。
小説家、山岳家として『山と溪谷』にて小説を連載、取材を受けている。

## 主な著作・編著

### 文学研究
- 『遺稿『雪国抄』 影印本文と注釈・論考』 至文堂 1993年9月
- 『川端康成 文豪が愛した美の世界 没後三〇年』平山三男・サントリー美術館 共編 日中ビデオネットワーク 2002年10月
- 『川端康成と東山魁夷』求龍堂 2006年
- 『今、ふたたびの京都 東山魁夷を訪ね、川端康成に触れる旅』編著 求龍堂 2006年9月

### 山岳
- 『ひびけ笛ヒマラヤに 立川女子高校山岳部ヒマラヤ遠征同伴記』栄光出版社 1979年、のち『ヒマラヤの青春』として平凡社ライブラリー2003年収録
- 『山溪叢書4 疲労凍死/天幕の話』山と溪谷社 2009年

### 大学受験参考書
- 『平山三男の「現代文」に強くなる実況放送』東進ブックス 1992年
- 『平山三男の国公立 有名私大 書ける小論文』学習研究社 1994年11月

## 解説執筆・雑誌発表論文
- 「川端康成『雪国』の虚と実」 解釈学会『解釈』1977年
- 「川端康成『雪国』年立論の視点から」 教育出版センター『川端康成研究叢書』第五巻 1979年
- 「近代生活における読書の役割 」 国書刊行会『近代文学の読者』1980年
- 「『山の音』論」 尚学図書『川端康成 現代国語 研究シリーズ 12』1982年
- 「泉鏡花『夜行巡査』・『外科室』ノート」 『芸術至上主義文芸 9』1983年
- 「林京子論――意味としての原爆文学――」 『関東学院大学文学部紀要』第43号 1985年
- 「北條民雄『いのちの初夜』」 ぎょうせい『日本文芸鑑賞事典』第11巻1987年
- 「川端康成『末期の眼』」 ぎょうせい『日本文芸鑑賞 事典』第十巻 1988年
- 「『山の音』〈川端康成〉－分裂する老い－」 至文堂『國文学 解釈と鑑賞』1989年